# Canal de Pont-de-Vaux
Der Canal de Pont-de-Vaux (manchmal auch Canal de la Reyssouze genannt) ist ein kleiner Schifffahrtskanal in Frankreich, der im Département Ain in der Region Auvergne-Rhône-Alpes verläuft.

## Verlauf und technische Infrastruktur
Es handelt sich um einen Kanal vom Typus Stichkanal, der gegenüber der Stadt Fleurville am linken Flussufer der Saône abzweigt und bis zum Ort Pont-de-Vaux führt. Der Kanal hat eine Länge von gut drei Kilometern und verfügt über eine einzige Schleuse an der Saône-Einmündung. Die Höhendifferenz beträgt rund zwei Meter. Die Wasserspeisung erfolgt bei Pont-de-Vaux aus dem Fluss Reyssouze.

### Koordinaten
- Ausgangspunkt des Kanals: 46° 26′ 9″ N, 4° 55′ 56″ OKoordinaten: 46° 26′ 9″ N, 4° 55′ 56″ O
- Endpunkt des Kanals: 46° 26′ 50″ N, 4° 53′ 51″ O

## Geschichte
Ende des 18. Jahrhunderts entstand die Idee die Bresse auf dem Wasserweg zu erschließen und zu diesem Zweck einen Schifffahrtskanal von der Saône bis Bourg-en-Bresse zu errichten. 1782 erhielt Louis Auguste Bertin de Blagny, Staatsrat und Herr von Pont-de-Vaux die königliche Erlaubnis, einen Kanal von der Saône-Einmündung bis nach Pont-de-Vaux zu bauen. Die Einwohner von Pont-de-Vaux verpflichteten sich 24.000 Livres bei Fertigstellung des Kanals zu bezahlen. Als der Kanal 1789 fertig war, war die Französische Revolution ausgebrochen und die Rechte des Adels abgeschafft. Die Einwohner weigerten sich, ihren Beitrag zu bezahlen. Der fertige Kanal blieb unbenutzt. Nach vielerlei Unterbrechungen wurde der Kanal im Jahre 1843 in Betrieb genommen. Ein Weiterbau war infolge der Konkurrenz durch die Bahn nicht mehr wirtschaftlich. Da der Kanal nach und nach wieder verfiel, wurde er in den 1950er-Jahren außer Betrieb genommen, 1994 aus touristischen Gründen aber wieder instand gesetzt.

## Wirtschaftliche Bedeutung
In Pont-de-Vaux ist ein Freizeithafen eingerichtet, der überwiegend von Sport- und Hausbooten genutzt wird. Auch kleinere Passagierschiffe finden den Weg durch den stellenweise engen Kanal und betreiben Ausflugsfahrten auf der Saône.